# Xã Johnson, Quận Ripley, Indiana
Xã Johnson (tiếng Anh: Johnson Township) là một xã thuộc quận Ripley, tiểu bang Indiana, Hoa Kỳ. Năm 2010, dân số của xã này là 3.685 người.